# The Spektors
The Spektors — австралийская рок-н-ролльная группа, существовавшая краткое время в 1966 году. Известна как одна из ранних групп покойного вокалиста AC/DC Бона Скотта.

## История группы
The Spektors была образована в 1966 году в городе Перт, вокалистом Джоном Коллинзом, вторым вокалистом и, по совместительству, барабанщиком Боном Скоттом, а также басистом Брайаном Гэнноном и гитаристом Вин Милсом. Группа стала известна на родине, участвуя в местных музыкальных шоу, вроде Hoadley’s Battle of the Sounds, исполняя зачастую песни The Beatles и The Rolling Stones. Иногда Коллинз заменял Скотта за барабанной установкой, в то время как Скотт становился у микрофона. Вокал Бона можно услышать на кавер-версии песни Ван Моррисона «Gloria». В конце 1966 года Скотт и Милсон решили объединить свои силы с конкурирующей группой The Winstons. Так появились The Valentines, просуществовавшие четыре года и выпустившие ряд весьма успешных записей.

## Состав
- Джон Коллинз — лид-вокал
- Бон Скотт — барабаны, вокал
- Вин Милсон — гитара
- Брайан Гэннон — бас-гитара

## Дискография
- Bon Scott with the Spektors (сборник) (1992)
- Bon Scott with the Spektors and the Valentines (сборник с включением песен The Valentines) (1999)